# Гінтс Пуріньш
Ґінтс Пуріньш (латис. Gints Puriņš; народився 15 червня 1988, Рига, Латвія) — латвійський хокеїст, нападник. Виступає в лієпайському «Металургсі».